# Oskar Bogdan
Oskar Bogdan, pseud. „Vander” (ur. 18 kwietnia 1994) – polski zawodowy gracz e-sportowy w grze League of Legends. Dwukrotny uczestnik Mistrzostw Świata, mistrz pierwszego sezonu Ultraligi. Były reprezentant takich zespołów jak Team ROCCAT, FC Schalke 04 Esports, H2k-Gaming oraz Misfits Gaming. Zawodnik rozgrywek European League of Legends Championship Series (EU LCS) oraz League of Legends European Championship (LEC).   

## Życiorys
W wieku 13/14 lat zainteresował się grami komputerowymi, po sukcesach polskich zawodników w Counter Strike. Dlatego najpierw zainteresował się tą grą, następnie na krótko Warcraftem, a następnie modyfikacją DOTA. Grę League of Legends polecił mu znajomy, który również oddał mu konto z nazwą użytkownika "Van Der Fckk", od niej utworzył swój pseudonim w różnych wariacjach m.in. VandeR czy vandernoob. Od kwietnia 2012 roku brał udział w amatorskich turniejach Go4LoL, podczas jednego z nich, w ALSEN Team doszedł do finału gdzie, przegrali z against All authority (aAa) - wicemistrzami świata sezonu 1. Dzięki temu został zauważony przez polską drużynę DELTAeSPORTS, do której został zaproszony na pozycję strzelca. Po tym jak drużyna się rozpadła, przeszedł do polskiego EloHell z którym walczył o kwalifikacje do Mistrzostw Świata Sezonu 2, odpadli w ćwierćfinale. Następnie przeszedł do The Mighty Midgets, z którymi pojechał na DreamHack Winter 2012 do Jönköping, gdzie zajął miejsce 5-8, walczyli również o miejsce w inauguracyjnym turnieju European League of Legends Championship Series (EU LCS). O ten sam cel walczył z niemiecką drużyną mousesports, francuskim Millenium oraz brytyjskim Eternity Gaming. W tych drużynach również przeniósł się na pozycję wspierającego. Pierwszym turniejem gdzie zagrał jako wspierający był DreamHack Summer 2013, gdzie zajął 3-4 miejsce. Po rozpadzie drużyny dołączył do polskiej drużyny Kiedyś Miałem Team, której zawodnicy zostali na krótko przejęci przez drużynę H2k-Gaming, pod szyldem której Marcin "Xaxus" Mączka, Marcin "Jankos" Jankowski, Remigiusz "Overpow" Pusch, Paweł "Celaver" Koprianiuk oraz Vander wygrali DreamHack Bucharest 2013. Następnie drużyna na krótko występowała pod szyldem GF-Gaming, aby wrócić do oryginalnej nazwy - Kiedyś Miałem Team. W listopadzie 2013 zajęli drugie miejsce na DreamHack Winter 2013. W grudniu 2013 drużyna wygrała kwalifikacje do wiosennego sezonu EU LCS 2014. Polska drużyna po zdobyciu miejsca w kolejce turniejowej, znalazła również sponsora, niemieckiego producenta akcesoriów komputerowych, którego nazwę przyjęła - Team ROCCAT. 
W sezonie wiosennym 2014, drużyna Vandera zajęła trzecie miejsce w fazie pucharowej, a w letnim czwarte, tracąc kwalifikację na Mistrzostwa Świata 2014 w Korei Południowej. W grudniu Roccat zajęło miejsce Fnatic na IEM Season 9 Cologne, gdzie zajęli 3-4 miejsce. W sezonie wiosennym 2015 drużyna zajęła ósme miejsce, jednakże utrzymała się w EU LCS, a w sezonie letnim 5-6 w fazie pucharowej, ponownie nie kwalifikując się na Mistrzostwa Świata. W grudniu 2015 razem z Jankosem przeszedł do drużyny H2k-Gaming. W wiosennym sezonie 2016 z nową drużyną zajął czwarte miejsce w fazie pucharowej, oraz trzecie miejsce w letnim sezonie, co pozwoliło Oskarowi udać się na Mistrzostwa Świata w 2016 roku, gdzie H2k zajęło pierwsze miejsce w grupie, a następnie dostało się do półfinału, ulegając koreańskiej drużynie Samsung Galaxy. W grudniu zdecydował się opuścić drużynę, aby dołączyć do FC Schalke 04. Wiosną 2017 gdy Schalke 04 nie uzyskało kwalifikacji do EU LCS, Vander przeszedł do Team Vitality. Po niezbyt udanym pobycie w tej drużynie (dwukrotnie po za fazą pucharową), Vander wrócił do Schalke. W sezonie wiosennym zajęli ósme miejsce, jednakże udało się obronić miejsce w lidze. W sezonie letnim zajęli trzecie miejsce w sezonie regularnym, a następnie przegrali 1-3 w finale fazy pucharowej z Fnatic. O miejscu na mistrzostwach świata zadecydował przegrany turniej regionalny, gdzie Schalke przegrało z G2 Esports. W listopadzie nie przedłużył umowy z Schalke. 
W grudniu 2018 amerykańska organizacja Rogue zatrudniła Vandera w swojej akademii - Rogue Espots Club. W marcu 2019 akademia wygrała Sezon 1 Ultraligii, a od lutego wspierał drużynę Rogue, we franczyzowej formie EU LCS - League of Legends European Championship (LEC). W sezonie letnim 2019 na stałe dołączył do drużyny LEC, zajmując czwarte miejsce w fazie pucharowej. Wiosenny sezon 2020, drużyna Vandera zakończyła na piątym miejscu fazy pucharowej. Letni sezon regularny natomiast zakończyli na pierwszym miejscu, nieszczęśliwie w fazie pucharowej przegrali w półfinale 2-3 z G2 Esports. Uzyskał mimo to kwalifikacje do głównego wydarzenia Mistrzostw Świata 2020 w Szanghaju, gdzie zajęli czwarte miejsce w grupie, nie uzyskując kwalifikacji do fazy pucharowej. W listopadzie Vander opuścił organizację, aby dołączyć do Misfits Gaming.
Sezon wiosenny 2021 zakończył na siódmym miejscu, ocierając się o fazę pucharową. W sezonie letnim drużyna Oskara zajęła czwarte miejsce w fazie ligowej z wynikiem 12-6, kwalifikując się do fazy pucharowej. W pierwszym meczu fazy pucharowej Misfits Gaming przegrał 2-3 z Rogue, ocierając się o awans na Mistrzostwach Świata. Ponownie, szansę na awans zespół utracił po przegranej 2-3 z drużyną Fnatic. Ostatecznie, w fazie pucharowej Misfits Gaming zająło piąte miejsce. W grudniu Vander został przeniesiony do akademii drużyny Misfits Premier, walczącej w lidze francuskiej. 
Wiosną 2022 roku w Ligue Française de League of Legends (LFL) jego drużyna zajęła czwarte miejsce w sezonie regularnym. Misfits Premier przegrało swój pierwszy mecz w fazie pucharowej przeciwko Vitality.Bee, nie osiągając kwalifikacji na European Masters Spring 2022. W letniej fazie pucharowej, składająca się z pięciu Polaków drużyna Vandera osiągnęła identyczny rezultat jak w sezonie wiosennym. 
Od stycznia do października 2023 r. był trenerem strategicznym w hiszpańskiej drużynie Giants. Od stycznia do kwietnia 2024 r. pełnił funkcję głównego trenera w tureckiej organizacji FUT Esports, która zajęła piąte miejsce w fazie pucharowej, nie uzyskując kwalifikacji na EMEA Masters. 
3 lipca 2024 r. dołączył do austriackiej organizacji Austiran Force willhaben, biorącej udział w pierwszej dywizji ligi niemieckiej. 8 lipca został przeniesiony do głównego składu, z którym wywalczył awans do fazy pucharowej Prime League.
W styczniu 2025 r. Vander wraz z Remigiuszem "Overpow" Pusch oraz Krzysztofem "ArQuel" Sauciem jako byli gracze drużyny Kiedyś Miałem Team zawiązali współpracę z organizacją devils.one, współtworząc devils.one x KMT w lidze Rift Legends, będącej kontynuatorem Ultraligi. W sezonie regularnym drużyna zajęła ostatnie, ósme miejsce z wynikiem 1-6, wobec czego została zepchnięta do turnieju relegacyjnego. Podczas niego Vander przeszedł z pozycji wspierającego na pozycję strzelca. Drużyna nie obroniła miejsca w lidze, a następnie zawodnicy opuścili drużynę.  

## Osiągnięcia
Krajowe
| Data       | Miejsce | Turniej                     | Drużyna            |
| ---------- | ------- | --------------------------- | ------------------ |
| 2013-12-06 | 1       | EPS Poland Season 7         | Kiedyś Miałem Team |
| 2019-03-27 | 1       | Ultraliga Season 1 Playoffs | Rogue EC           |
| 2022-03-16 | 5       | LFL 2022 Spring Playoffs    | Misfits Premier    |
| 2022-08-03 | 5       | LFL 2022 Summer Playoffs    | Misfits Premier    |

Europejskie
| Data       | Miejsce | Turniej                     | Drużyna               |
| ---------- | ------- | --------------------------- | --------------------- |
| 2012-11-23 | 5-8     | DreamHack Winter 2012       | The Mighty Midgets    |
| 2013-06-17 | 3-4     | DreamHack Summer 2013       | Eternity Gaming       |
| 2013-11-30 | 2       | DreamHack Winter 2013       | Kiedyś Miałem Team    |
| 2014-04-17 | 3       | EU LCS 2014 Spring Playoffs | Team ROCCAT           |
| 2014-08-17 | 4       | EU LCS 2014 Summer Playoffs | Team ROCCAT           |
| 2015-08-23 | 5-6     | EU LCS 2015 Summer Playoffs | Team ROCCAT           |
| 2016-04-17 | 4       | EU LCS 2016 Spring Playoffs | H2k-Gaming            |
| 2016-08-28 | 3       | EU LCS 2016 Summer Playoffs | H2k-Gaming            |
| 2018-09-09 | 2       | EU LCS 2018 Summer Playoffs | FC Schalke 04 Esports |
| 2019-08-30 | 4       | LEC 2019 Summer Playoffs    | Rogue                 |
| 2020-04-10 | 5       | LEC 2020 Spring Playoffs    | Rogue                 |
| 2020-09-05 | 3       | LEC 2020 Summer Playoffs    | Rogue                 |
| 2021-08-21 | 5       | LEC 2021 Summer Playoffs    | Misfits Gaming        |

Międzynarodowe
| Data       | Miejsce | Turniej                 | Drużyna     |
| ---------- | ------- | ----------------------- | ----------- |
| 2014-12-21 | 3-4     | IEM Season 9 Cologne    | Team ROCCAT |
| 2015-12-20 | 3-4     | IEM Season 10 Cologne   | H2k-Gaming  |
| 2016-10-29 | 3-4     | 2016 World Championship | H2k-Gaming  |
| 2020-10-09 | 13-16   | 2020 World Championship | Rogue       |

Indywidualne
| Nagroda          | Turniej         | Drużyna | Źródła |
| ---------------- | --------------- | ------- | ------ |
| 2 drużyna splitu | LEC 2020 Summer | Rouge   | [ 45 ] |